# 화산뢰

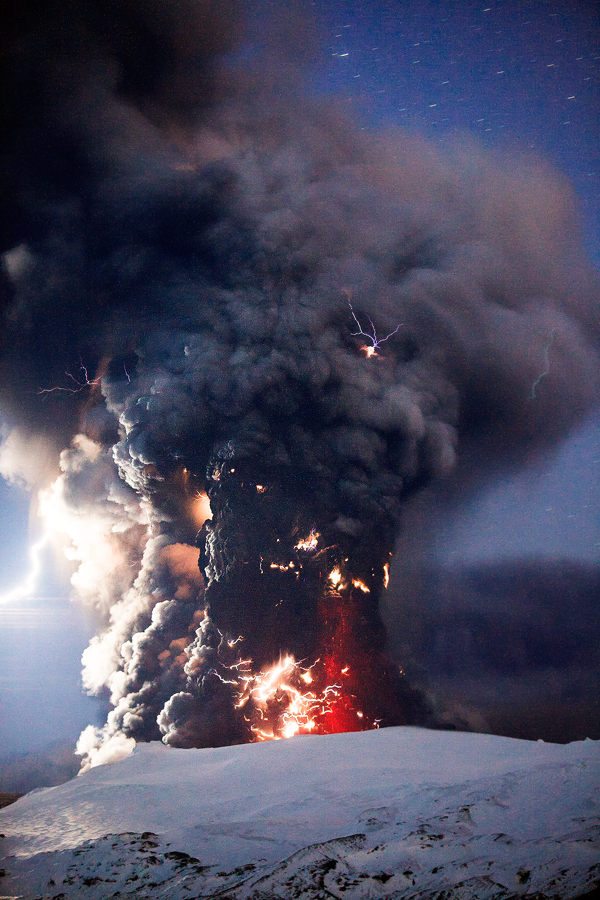

화산뢰(火山雷, 영어: Volcanic lightning)는 화산 분화로 인해 발생하는 방전현상이다. 화산재 입자들의 충돌마찰로 인해 발생한 정전기가 분연주 안에서 방전되는 것이다.
화산뢰는 기원후 79년의 베수비오산 분화를 관찰한 소 플리니우스의 기록에서부터 등장하여 그 존재가 일찍이부터 알려져 있었다. 화산뢰에 대한 과학적인 연구는 루이지 팔미에리가 1858년, 1861년, 1868년, 1872년 베수비오산 분화를 베수비오 관측소에서 연구한 것이 처음이다.